# 휘리예트

로고.

휘리예트(튀르키예어: Hürriyet)는 터키의 일간지이다. 발행 부수는 약 460,117 부 (2011년). 휴리예트는 자유를 의미한다.